# Nemi (bande dessinée)
Pour les articles homonymes, voir Nemi.
 (avril 2018).
Nemi est une bande dessinée norvégienne, écrite et illustrée par Lise Myhre. Elle est parue pour la première fois en 1997 sous le titre "Den svarte siden" ("le côté/la page noir(e)"). C'était à l'origine une bande dessinée très sombre sur le milieu du heavy metal et le mouvement gothique, mais Myhre l'a faite évoluer vers plus d'espoir au fil des ans, même si elle continue d'aborder des sujets graves, en particulier dans les planches des éditions du samedi. La bande dessinée est renommée Nemi, du nom de son personnage. Elle est devenue depuis la bande dessinée la plus populaire en Norvège, avec une autre série d'humour intitulée Pondus.

## Personnages principaux
Nemi Montoya est une femme d'à peu près 25 ans, qui porte presque toujours des vêtements noirs (parfois une écharpe et des gants rouges), à la peau très pâle, et qui a très peu en commun avec le reste du monde. Elle a été nommée d'après le lac de Nemi et Inigo Montoya, un personnage du film préféré de Lise Myhre, Princess Bride. Il semble que le noir ne soit pas la couleur naturelle de ses cheveux, puisqu'un de ses amis d'enfance n'arrive pas à la reconnaître sans ses boucles blondes. Cependant, la bande dessinée montre Nemi dans son enfance comme une petite fille au longs cheveux raides et noirs.
Nemi est une "dure", elle n'a pas peur de dire ce qu'elle pense, et plus souvent qu'à son tour. Ses répliques désabusées sur les coups d'un soir dans les bars sont fréquentes. Elle peut aussi être très sensible. Elle se dévoue pour la cause animale, s'oppose à tuer quelque être vivant que ce soit, y compris les araignées, qu'elle aime beaucoup. Nemi est végétarienne, bien qu'elle se permette occasionnellement de manger des fruits de mer. Ses vrais péchés mignons sont le chocolat et le Coca-Cola, et elle critique ceux qui préfèrent le Pepsi au Coca. Elle se sent souvent très seule.